# Coloma Graells i Tarrida
Coloma Graells i Tarrida (Lleida, 1971) és una escultora catalana. Es va especialitzar en escultura a l'Escola Municipal de Lleida entre 1986 i 1991. Treballa amb materials naturals, amb fusta, amb ferro i, de vegades, empra objectes trobats. Les seves obres destaquen per la seva duresa i contundència. Té obra al Museu d'Art Jaume Morera de Lleida i és l'autora del popular monument Als gegants, fet el 1990 i ubicat a l'Avinguda de Madrid de Lleida. La proposta inicial de Coloma Graells per al Pla d'Escultures i Murals (1986-1991) va ser una peça d'una flor silvestre i exòtica amb moltes similituds amb l'obra eròtica que estava fent en aquell temps. Es desestima la proposta i, a canvi, se li va fer l'encàrrec dels gegants. El resultat final s'allunya de l'estil de l'artista.